# Henrik Pontoppidan

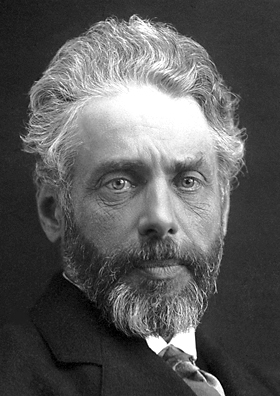
Henrik Pontoppidan

Henrik Pontoppidan (* 24. Juli 1857 in Fredericia; † 21. August 1943 in Kopenhagen) war ein dänischer Schriftsteller, der vor allem als Erzähler hervortrat. Mit Hans im Glück, zunächst zwischen 1898 und 1904 in acht Bänden veröffentlicht, schuf er „einen der umfangreichsten und bedeutendsten Romane der dänischen Literatur“. 1917 erhielt Henrik Pontoppidan den Nobelpreis für Literatur.

## Leben
Pontoppidan stammte aus einem grundtvigianischen Pastorenhaus. Seine Kindheit verbrachte er überwiegend in dem ostjütländischen Hafenstädtchen Randers bei Aarhus, das sich, verschlüsselt, auch in seinem Hauptwerk Hans im Glück wiederfindet. Ähnlich wie dessen Held nahm Pontoppidan am Kopenhagener Polytechnikum ein Ingenieursstudium auf, das er nicht abschloss. Er ernährte sich zunächst als Heimvolkshochschullehrer und Journalist. Sein Debüt als Erzähler gab er 1881 in dem illustrierten Wochenblatt Ude og Hjemme. Im selben Jahr verheiratete er sich mit Mette Marie Hansen (1855–1937). Er bereiste Deutschland, Österreich und die Schweiz. 1884 hatte er seine erste persönliche Begegnung mit dem antiklerikalen Philosophen und Literaturkritiker Georg Brandes, der nicht nur Pontoppidan stark beeinflusste. In seinem Schlüsselwerk Hans im Glück hat Pontoppidan „ein sympathisches und eindrucksvolles“ Porträt von Georg Brandes in der Figur Dr. Nathan gegeben.
Pontoppidan zog in seinem Leben häufig um, wohnte mal ländlich, mal in Kopenhagen. Der dänische Staat gewährte ihm zumindest streckenweise Zuschüsse zum Lebensunterhalt. 1892 erfolgte die Scheidung von Mette, mit der Pontoppidan drei Kinder hatte. Im selben Jahr verheiratete er sich mit Antoinette Kofoed (1862–1928) und hatte mit ihr zwei Kinder. Es folgten Reisen nach Italien, Dresden, Norwegen – und zahlreiche Buchveröffentlichungen. 1917 wurde Pontoppidan „für seine anschaulichen Schilderungen des zeitgenössischen Lebens in Dänemark“ der Nobelpreis für Literatur verliehen. Er hatte sich den Preis mit Karl Gjellerup zu teilen. 1927 gewährte ihm der dänische Staat eine Ehrengabe. 1937 rief der Dänische Schriftstellerverband den Henrik Pontoppidan Gedächtnisfonds ins Leben. Pontoppidan, bereits um 1927 zunehmend ertaubt und erblindet, starb (während des Zweiten Weltkrieges) im Alter von 86 Jahren.
Das Alter hinderte Pontoppidan nicht daran, das Zeitgeschehen zu verfolgen, stimmte ihn aber unverkennbar düsterer. Das Leben muss erlitten werden, wir bevölkern das Land nicht allein um der Freude willen, zitiert Peter Urban-Halle den betagten Schriftsteller. „Damit greift Pontoppidan fast wieder pietistisches Gedankengut auf, er war ein Mann der Gegensätze. Das lässt ihn ein wenig zerrissen erscheinen, das macht sein Werk aber auch umfassender. Der Roman als Gattung ist für ihn ein totales Gebilde, das sämtliche Strömungen der Zeit und der Gesellschaft einbegreift. Obwohl am Ende seines Lebens Resignation und Pessimismus überwogen, blieb er immer ein politischer Schriftsteller.“

## Stil
Pontoppidan bediente sich einer schlichten und klaren Sprache, die freilich nicht ohne Ironie und Hintergründigkeit war. Auf Hans im Glück bezogen, nennt Erhard Schütz diese „unprätentiöse“ Sprache sogar „sacht veraltet“. Sie hat Behutsamkeit. Pontoppidan vermeidet es, über seine „Helden“ mehr als mit Samthandschuhen zu richten – womit er sein im Folgenden angeführtes Selbstverständnis einlöste, das er (in einer Vorbemerkung zu seiner Novelle Sturmlied von 1896) mit einem Hieb auf die allgegenwärtigen Lebensphilosophen und -priester eröffnet.

„Ich weiß sehr wohl, daß ich leichter Anerkennung bei unsern doktorgelehrten Literaturkritikern finden würde, falls ich – wie mehr oder weniger geehrte Kollegen – mich in einen solchen schlaflosen Grübler vermummte, in einen tiefsinnigen Windmacher, qualvoll mit zu großen Gedankenfrüchten geschwängert. Trotzdem will ich auch dieser Versuchung widerstehen und für Zeit und Ewigkeit darauf verzichten, zu einem poetischen Seher von Gottes und der Rezensenten Gnade erhöht zu werden. Offengestanden, ich ziehe es vor, zu sein, was ich bin: ein Mensch, der vor allen Dingen Klarheit des Gedankens und maskulines Gleichgewicht des Gemütes liebt – ein Pedant, wenn man will, für den die Ernährungs- und Erneuerungsprozesse seines geistigen Lebens ruhig und regelmäßig verlaufen ohne irgendeine durch geistige Gärung hervorgerufene Blähung mit dazugehörigem Angst-Geschwängertsein, mit Stimmungskolik und dem unaufhörlichen Wurmkneifen der Reue, und der sich auf alle Fälle nicht erlaubt, das Wort zu ergreifen, ohne sich vergewissert zu haben, daß der Pulsschlag normal und die Zunge nicht belegt ist.“

## Wirkung
Pontoppidan gilt als bedeutender Vertreter des Naturalismus in Dänemark. Denker wie Georg Lukács, Ernst Bloch, Jean Améry schätzten ihn hoch und zogen ihn in ihren Betrachtungen heran. Neben der Liebe kreiste er vor allem um den Gegensatz Kultur-Natur, damit auch Stadt-Land. Auf der einen Seite begrüßte er den um 1900 vielgepriesenen „Fortschritt“; auf der anderen erfüllten ihn dessen gleichmacherischen, zerstörerischen und gleichgültig machenden Züge mit Sorge. Es war ja auch die Epoche des Zynismus, wie er sich prägnant im Siegeszug der Presse und, ganz allgemein, des Geldes zeigte (den Georg Simmel in derselben Zeit beschrieb). Von politischen Parteien hielt sich Pontoppidan fern. Was sein dänisches Vaterland anging, war er Patriot.

## Das gelobte Land

### Erster Teil
(Quelle:)

In das kleine Dorf Vejlby kommt ein bleicher und magerer, junger Kaplan, der eben in Kopenhagen sein theologisches Examen bestanden hat und hier auf dem ländlichen Pfarrhof beim Pastor und Probst [Dekan] Tønnesen seine erste Stelle als Hilfspfarrer antritt. Dieser junge Pastor Hansted wird gewarnt vor den revolutionären Ideen, für die hier der Weber Hansen kämpft, und dazu zählt Tønnesen auch die Heimvolkshochschulbewegung. Besonders aufsässig (und damit fern von jedem Gottesdienst) sei die vom Fischfang lebende Bevölkerung in Skibberup, dem zweiten Predigtbezirk mit einer einsam gelegenen, verfallenden Kirche. Zum konservativen Milieu dagegen gehört Tønnesens Tochter Ragnhild, die auch wenig in diese bäuerliche Umgebung passen will. Hansted macht seine Erfahrungen mit Gemeindemitgliedern fern von jeglicher Kultur. Man ist auf den „Neuen“ gespannt, hegt auch Erwartungen (in Erinnerung an dessen verstorbene Mutter, die zufällig an diesem Ort segensreich und unkonventionell wirkte), aber Emanuel Hansted klammert sich an sein ebenfalls konservatives Weltbild. Sein Verhalten zu der armseligen Gemeinde in Skibberup ändert sich jedoch zusehends, nachdem er diese Leute näher kennenlernt, und er lässt sich sogar überreden, dem Versammlungshaus dort einen Besuch abzustatten und die dort von Laien gehaltene Andacht zu erleben. Hier trifft er die Bauerntochter Hansine, und zu ihr fühlt er sich hingezogen. Sein ganzes Verhalten ist ein zunehmend stärker werdender Bruch mit der in hierarchisches Denken verfestigten Kirchenwelt des Probstes.
Emanuel durchlebt auf einsamen Wanderungen in Wind und Wetter seine wachsende Unsicherheit gegenüber den Prinzipien, die er gelernt hat. Tønnesen stellt ihn zu Rede und legt ihm seinen Abschied vom Pfarrdienst nahe. Emanuel flüchtet in ein anderes Leben als Bauer und Prediger in ärmlichen Verhältnissen und schließlich mit Hansine als Ehefrau. Gestützt wird er allerdings vom unkonventionellen Bischof, der Tønnesen abberuft (ehrenvoll ein höheres Amt übernehmen lässt), und Emanuel und Hansine ziehen in den prächtigen Pfarrhof ein, der sich in ein bäuerliches Wohnhaus verwandelt. – In dem Gespräch zwischen Tønnesen und dem Bischof vorher wird u. a. „1864“ (Deutsch-Dänischer Krieg) angesprochen, und damit lässt sich dieser erste Teil der Romantrilogie (als erstes Buch mit dem Titel Muld [Erde] 1891 erschienen) zeitlich und gesellschaftshistorisch einordnen. Vorbild für diesen Bischof ist Ditlev Gothard Monrad und seine Zeit zum Ende der 1870er Jahre.

### Zweiter Teil
Der zweite Teil, 1892 erschienen, trägt den Titel der gesamten Ausgabe: Det forjættede land (Das gelobte Land). Die Übersetzung „gelobt“ (im Dänischen auch assoziativ mit „verzaubert“) schließt für den deutschen Leser nicht mit ein, dass die „Jætter“ jene Riesen (Jötunn) sind, gegen die Thor und in Verherrlichung des Altnordischen die dänische Heimvolkshochschulbewegung (Heimvolkshochschule), geführt von Nikolai Frederik Severin Grundtvig, kämpfte, und das gerade in jenen Jahrzehnten nach der nationalen Niederlage von 1864. – Emanuel pflügt und missioniert, das Erstere ungeübt, das Zweite mit (scheinbar) wachsendem Erfolg, so dass man ihn „den modernen Apostel“ nennt. Persönlich erleidet er das Unglück, den kleinen geliebten Sohn zu verlieren, und auch das entfremdet die Eheleute voneinander. Politisch ziehen sich ebenso drohende Wolken am Horizont zusammen [Pontoppidan liebt ausmalende Naturschilderungen], indem die Regierung jüngst erkämpfte, demokratische Rechte wieder einschränkt. Der Pastor erlebt auch, wie wichtige Stützen seiner kleinen Gemeinde dem Alkohol verfallen und ihr Ansehen verspielen.
Nach langer Zeit begegnen sich Emanuel und Ragnhild wieder. In der Diskussion einer Besucherrunde ergibt sich, dass Emanuel mit seiner Vision zwar weitgehend gescheitert ist. Er bleibt der ferne Theologe und fremd in der bäuerlichen Welt seiner Ehefrau. Aber andererseits stimmt die Pastorentochter Ragnhild seinen gesellschaftspolitischen Ideen jetzt eher zu und schockiert damit ihre städtischen Begleiter. Jedoch auch beim Weber Hansen wachsen Zweifel, ob Emanuel wirklich auf der Seite der Landbevölkerung steht. Emanuel hält an seinem Glauben und an einen sein persönliches Schicksal bestimmenden Gott fest und gerät damit weiter in die Einsamkeit, die ihn grübelnd die barsche Natur durchstreifen lässt. – Zur nahen Heimvolkshochschule in Sandinge [Vorbild könnte Askov sein mit der 1865 hierher verlegten Heimvolkshochschule] bestehen weiterhin enge Kontakte, und als der alte Volkshochschulleiter stirbt, trifft sich die ganze Region am Grab, auch zahllose Gäste aus der Hauptstadt. Nach verschiedenen Vorträgen tritt Emanuel an das Rednerpult und sein Beitrag wird mit Spannung erwartet. Er vermag aber nicht zu überzeugen, und Weber Hansen agitiert gegen ihn. Emanuel ist dem Zusammenbruch nahe; er reist mit der Tochter nach Kopenhagen in die Obhut seines alt gewordenen Vaters. Hansine bleibt in Skibberup und pflegt ihre alten Eltern. Das Experiment, zugleich Pastor und volksnah zu sein, ist offensichtlich gescheitert.

### Dritter Teil
Der dritte Teil der Romantrilogie nennt sich Dommens Dag (Der Tag des Gerichts); er erschien nach längerer Pause 1895. – Wie vielfach im Roman stimmen Wind und Wetter ein in die dazu passende Erzählung über die handelnden Personen: Im strömenden Regen besucht Emanuel mit seinen Kindern die ehemalige Pfarrstelle, vermeidet aber den Kontakt zu Hansine, und auch die kleine Sigrid ahnt nur, dass die Mutter, angeblich verreist, nahe ist. – In der Heimvolkshochschule herrschen neue Persönlichkeiten, die über Emanuels Standpunkt hinausgewachsen sind. Die Diskussion wird von heftigen theologischen Richtungsstreitereien bestimmt. Da taucht in der Versammlung die christusgleiche Gestalt Emanuels auf, bleich und hager, mit wallendem Bart und schulterlangem Haar. Wieder spielt Ragnhild Tønnesen eine Rolle und lässt die Schatten aus der Vergangenheit lebendig werden. Die Diskussion mit dem sie begleitenden, konservativen Pfarrer bleibt für Emanuel unfruchtbar. Man will ihm auch eine leichte Pfarrstelle anbieten, doch Emanuel will sich nicht unter das Joch der Staatskirche beugen, findet aber keinen persönlichen Frieden. – Noch einmal treffen sich alle in der Heimvolkshochschule zum Disput, der eine entscheidende Richtungsfrage klären soll. Wieder tritt Emanuel an das Rednerspult und wird von einer kleinen Schar radikaler Anhänger mit „Hosianna“ gefeiert. Der totenblasse Prediger, sichtlich kaum mehr von dieser Welt, kann aber nur stammelnd mit einem „Mein Gott, warum hast du mich verlassen!“ zusammenbrechen. Kurze Zeit später stirbt er.

### Hintergrund
Als Pfarrersohn, der nicht der Familientradition folgen will, hat der Verfasser Pontoppidan offensichtlich eigene Erfahrungen verarbeitet. Seinen Roman verlegt er in die Zeit seines (Ingenieur-)Studiums und der Jahre seiner Tätigkeit als Heimvolkshochschullehrer. Det forjættede land (Das gelobte Land) ist einer seiner drei großen Romane und nennt sich (mit dem ersten Teil) ein „Zeitbild“. Alle drei Teile erschienen zusammen 1898 und seither in vielen Auflagen. Für den Text maßgebliche Ausgaben erschienen 1918 und 1960. Hier schildert Pontoppidan ein Dänemark der 1870er Jahre; die folgenden großen Romane Lykke-Per (Hans im Glück) und De dødes Rige (Das Totenreich) spannen das Zeitbild und die Schilderung der entsprechenden sozialen, religiösen und politischen Aspekte bis zum Ersten Weltkrieg.

## Hans im Glück
Zwischen 1891 und 1916 veröffentlichte Pontoppidan mit Das gelobte Land, Hans im Glück und Das Totenreich drei großangelegte, die sozialen und religiösen Kämpfe der Zeit widerspiegelnde Romane, die auch nach seinen eigenen Worten eng zusammengehören. Daraus wird zumeist Hans im Glück als Pontoppidans wichtigstes und eindrucksvollstes Werk hervorgehoben. Es wurde 2018 unter dem Titel "Per im Glück" von Bille August verfilmt. Titelheld Per Sidenius, aus beklemmend ärmlich-frommen Verhältnissen stammend, möchte die Welt als Ingenieur aufhorchen lassen, als Schöpfer eines gigantischen Systems aus Kanälen, Bollwerken, Häfen. Zunächst gelingen ihm auch einige Glücksgriffe, etwa nach Jakobe, Tochter aus steinreichem jüdischen Hause, doch schließlich endet er als namenloser Landvermesser in selbstgewählter Abgeschiedenheit zwischen Dünen, in denen er, kaum über 40 Jahre alt, bald begraben wird. Damit bewegt sich der Roman für Winfried Menninghaus wie dessen Autor zwischen den „Polen Revolte und Resignation“. Im Falle des Romanhelden entpuppen sie sich freilich als unheilbare Zerrissenheit. Der Wurm sitzt nicht in den gesellschaftlichen Verhältnissen, vielmehr liegt Sidenius mit sich selbst in Unfrieden, so dass auch seine zahlreichen Windungen und neuen Anläufe nie verfangen – etwa in die Arme der Landpfarrerstochter Inger, die ihn durch ihren „unvergrübelt praktischen Sinn“ beeindruckt, wie Henner Reitmeier schreibt.

„Es ist also die klassische Flucht vor sich selber, die uns Pontoppidan mit sorgfältig erwogenen Worten und beachtlich langem Atem vorführt. Sein Held ist ein Schwächling. Jakobe erkannte es noch rechtzeitig genug, um sich Per vom Halse zu halten. Sie nahm an ihm nur die ‚kalte Nachtseite‘ der Leidenschaft wahr, nämlich Trotz, Egoismus, Eigensinn, dagegen nichts Stürmisches und Verzehrendes. Gerade damit habe er sich allerdings als ein ‚vollendetes Kind des leidenschaftslosen dänischen Volkes mit den blassen Augen und dem furchtsamen Gemüt‘ erwiesen … Einer ‚dieser Bergtrolle, die nicht in die Sonne schauen konnten ohne zu niesen, die erst im Dunkeln richtig auflebten, wenn sie auf ihren Maulwurfshügeln saßen und im Abendschein Lichtstrahlen hervorzauberten zu Trost und Erbauung für ihre bedrängten Sinne …‘“

## Werke (deutsche Ausgaben)
- Ein Kirchenraub. Junge Liebe, Idyll. Erzählungen. Stuttgart : Engelhorn 1890.
- Die Sandinger Gemeinde. Novelle. Berlin : Hüpeden & Merzyn 1905. Hathitrust; US access only
- Der Eisbär & Eine Liebesgeschichte : Zwei Novellen. (Kürschners Bücherschatz 338) Berlin, Eisenach, Leipzig : Hermann Hillger 1903 Nur-Text-Ausgabe beim Projekt Gutenberg
- Das gelobte Land. Roman. Jena : Diederichs 1908 Nur-Text-Ausgabe beim Projekt Gutenberg
- Nachtwache. Erzählung. Dresden/Leipzig : Verlag Heinrich Minden [1896] Digitalisat Kgl. Bibliotek,København
- Der alte Adam.Zwei Romane. Übersetzung aus dem Dänischen von Richard Guttmann. München : Süddeutsche Monatshefte [1912], (enthält: Ein Ferienabenteuer. Das ideale Heim).  Hathitrust; US access only
- Hans im Glück. Roman. Aus dem Dänischen übertragen von Mathilde Mann. Insel Verlag, Leipzig 1906 (Bd. 2: 1919). 1906 beim Hathitrust; US access only, 3. Aufl. 1909 beim Hathitrust; US access only, Nur-Text-Ausgabe beim Projekt Gutenberg
- Rotkäppchen. Novelle. Breslau : S. Schottlaender, 1904. Nur-Text-Ausgabe beim Projekt Gutenberg
- Hans Quast. Roman, Tübingen : Fischer 1929.
- Das Totenreich. Roman. Insel Verlag, Leipzig 1920, online Bd. 1 – Internet Archive, Bd. 2 – Internet Archive, Nur-Text-Ausgabe beim Projekt Gutenberg
- Aus jungen Tagen. Blätter aus einer Dornenkrone. Autorisierte Übersetzung von Mathilde Mann. Insel Verlag, Leipzig 1913 (Insel-Bücherei 87/1) Hathitrust; US access only, Nur-Text-Ausgabe beim Projekt Gutenberg
- Der Teufel am Herd. Fünf Erzählungen. Diederichs, Jena 1922. Hathitrust; US access only; Nur-Text-Ausgabe beim Projekt Gutenberg
  - Der königliche Gast
  - Thora van Deken
  - Bürgermeister Hoeck und Frau
  - Das große Gespenst
  - Sturmlied
- Der königliche Gast. Eine Erzählung. Bremen : Edition Tintamare 1982, ISBN 3-88516-500-7
- Der königliche Gast : Erzählung, mit Radierungen und Collagraphien von Alexandra Frohloff ; herausgegeben von Edda Baußmann und Annette D. Gresing ; neu übertragen aus dem Dänischen von Ulrich Sonnenberg ; mit einem Nachwort von Lisa Præstgaard Andersen, Münster : edition sonblom, 2017, ISBN 978-3-9815582-5-8
- Kaum ein Tag ohne Spektakel : Erzählungen und Feuilletons. Herausgegeben von Marlene Hastenplug und Ulrich Sonnenberg, Göttingen : Wallstein Verlag, 2023, ISBN 978-3-8353-5468-5